# 織部司
織部司（おりべし/おりべのつかさ）は、日本古代の律令制において大蔵省に属する機関の一つである。織染の高度な技術をもち、高級織物の生産に従事した。唐名は織染署。

## 概要

### 職掌
内蔵寮より原料として支出される朝廷用の錦･綾･紬･羅などの織染を職掌とする。「職員令三十八」集解古記所引の別記によると、錦綾織百十戸が所属していたという。大宝令における錦綾の織成は、織部司が行うものとされていたが、それを全国に拡大すべく、和銅4年（711年）閏6月14日に諸国に挑文師が派遣されて錦や綾の織り方を教習している。

### 職員
※以下、『養老令』による。
- 正（正六位下相当、唐名は織染令）1名
- 佑（正八位下相当、唐名は織染正）1名
- 令史（大初位下相当、唐名は織染史、織染府、織染録事）1名
- 挑文師（大初位下相当）4名（大同3年（808年）2名に削減）
- 挑文生 8名
- 使部 6名
- 直丁 1名
- 染戸（品部）